# Arabidella chrysodema
Arabidella chrysodema là một loài thực vật có hoa trong họ Cải. Loài này được Lepschi & Wege mô tả khoa học đầu tiên năm 2007.